# Rugby Udine
Rugby Udine è un club italiano di rugby a 15 di Udine.
Fondato nel 1928 come Associazione Rugby Udine, assunse nel 2005 il nome di Udine Rugby FC e, successivamente, nel 2012, Rugby Udine 1928.
Nel 2024 è tornato alla denominazione originaria.

## Storia
Era lunedì 30 gennaio 1928 quando sulle pagine del quotidiano udinese “La Patria del Friuli” si annunciava l'arrivo del rugby in Friuli.
La prima partita di rugby nel Triveneto è stata giocata ad Udine il 15 aprile 1928 tra il Nucleo Universitario Fascista Friulano ed i Leoni San Marco, che hanno prevalso per 6 a 0. Negli anni a seguire una squadra di Udine e una di Gorizia parteciparono, con alterne fortune, ai campionati federali. L'Associazione Rugby Udine, sebbene affiliata nel 1946, sorge nel luglio 1945 e il 18 novembre debutta in amichevole al Moretti contro il Rovigo, persa 43 a 3.
L'anno dopo partecipa ad un campionato di Serie A a quattro gironi, dove trova come avversari il Rugby Padova, l'Edera e la Giovinezza di Trieste. L'esordio avviene a Trieste il 17 febbraio 1946: il quindici bianconero prevale sui triestini per 10 a 0 con punti di Feruglio e Zangrando. Dalla stagione 1949/50 a quella 1955/56 gli udinesi sono in Serie B.
Nel girone A della Serie A 1956/57 il quindici friulano se la cava con un unico pareggio col Trieste e rimedia 11 sconfitte. L'anno dopo, sempre in A, i friulani sono penultimi con 6 punti, frutto di due vittorie e due pareggi con i Diavoli di Milano. Da incorniciare per i colori di Udine l'affermazione ai danni del Faema Treviso, solo due anni prima campione d'Italia.
Il campionato 1958/59, Serie A girone B, vede i bianconeri vittoriosi in una occasione, 8-0 al Rovigo, e pareggiare con il Petrarca Padova. Dopo un anno nel campionato cadetto l'Udine sale in Eccellenza e disputa nel girone B il torneo 1960/61. A partire dalla stagione 1961/62, il campionato di Eccellenza diventa a girone unico e l'Udine milita in Serie A: lo stesso anno ottimo è il secondo posto al Trofeo Federale (vinto dal Giudici Rugby Rho).

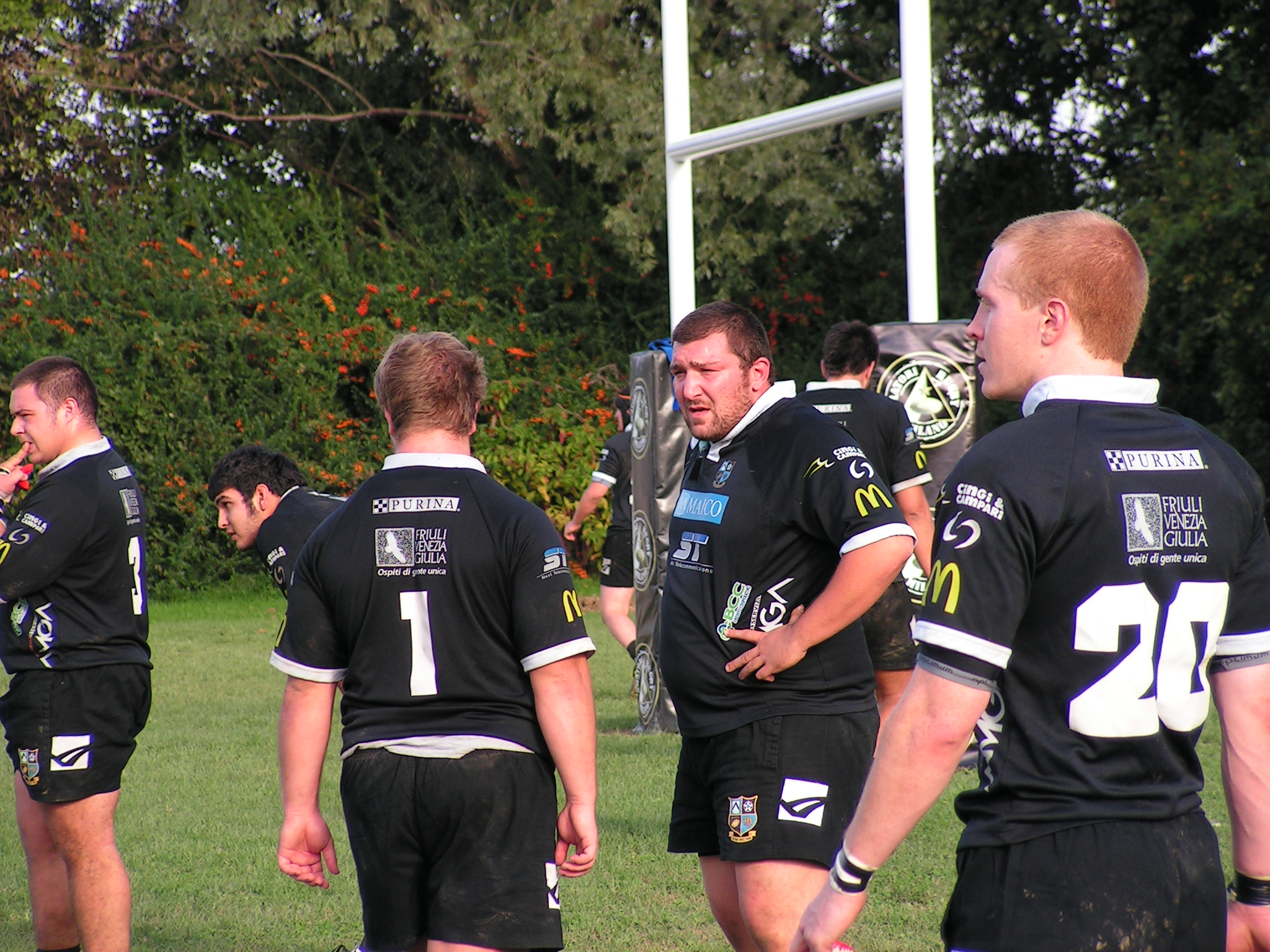
Amatori Milano-Udine RFC, Serie A1 2010-11

Dal 1964/65 il Rugby Udine gioca in B dove, pur vincendo annualmente il suo girone, manca più volte il traguardo nelle finali alla serie superiore. Dopo una retrocessione in Serie C, nel 1969 il più bel successo della palla ovale friulana: la conquista del Trofeo Federale. L'anno dopo Udine vince il campionato italiano di Serie C battendo nello spareggio il Messina Clan e ritorna in B. Dal 1973 al 1976 nuovamente in Serie C, poi ancora B. Nell'autunno 1976 viene inaugurato il Rugby Stadium di Udine. L'Udine rimane in B fino al campionato 1982/83.
Con alterne fortune la squadra rimane in Serie C (tra C1 e C2) fino al campionato 2001/02. In questo periodo transitano ad Udine atleti ed allenatori di chiara fama, primi fra tutti Oscar Collodo e Gianni Zanon, per due anni alla guida della squadra, che hanno portato un bagaglio di conoscenze ed esperienza che tuttora sta dando i suoi frutti.
Nel giugno 2000, dopo la retrocessione in C2 e quando tutto sembrava mettersi al peggio, un gruppo di dirigenti, assicuratasi la fiducia dei giocatori autoctoni e la preziosa collaborazione dello sponsor Modul Blok, chiedono con umiltà aiuto ad una vecchia volpe dei tecnici regionali, quel Giovanni Cantiello che può garantire, oltre ad una conduzione tecnica di polso, anche l'apporto dei giocatori della destra Tagliamento, rimasti senza un punto di riferimento.
Il salto dalla C2 alla C1 è presto fatto e, nel maggio 2001 al termine di una stagione trionfale in C1, culminata con la partita capolavoro di Milazzo, Giovanni Cantiello guida l'Associazione Rugby Udine alla Serie B.
Dopo un anno di transizione in Serie B, sempre alla guida di Cantiello e con l'apporto del fortissimo sudafricano Vuyo Matomela, l'Associazione Rugby Udine, al termine della stagione 2003/04 ed alla guida dei tecnici bellunesi Gustavo Dalla Cà e Luigi Liguori (che avevano condotto prima l'under 21 e poi l'under 19 udinesi ai vertici nazionali) è approdata alla Serie A.
La stagione 2004/05, la prima in Serie A, è contrassegnata da alti e bassi, da sconfitte maturate in modo incredibile e da altrettanto incredibili exploits. La salvezza viene raggiunta nella partita capolavoro di Mirano, in cui la squadra dà prova di assoluta maturità e di padronanza del gioco. Da notare in questo periodo la presenza in campo di Alessandro Zanni, terza linea della Nazionale italiana di Rugby. Zanni, che ha fatto tutte le giovanili a Udine ed è friulano, ha poi giocato con il Calvisano ed ha chiuso la carriera di giocatore con la Benetton Treviso.
A seguito dell'obbligo di modifiche statutarie imposto dal CONI il club bianconero, nell'estate del 2005, cambia la propria ragione sociale, assumendo la denominazione di Udine Rugby Football Club, Associazione Sportiva Dilettantistica, Udine RFC per brevità.
La squadra ha militato per 8 anni in Serie A1 con alterne fortune, ma centrando sempre la salvezza. Nella stagione 2011/12 la salvezza è stata centrata nel girone d'andata e la squadra sembrava promettere bene, con la grande rosa sviluppata nei successivi 3/4 anni nelle giovanili e con i giusti apporti di giocatori stranieri e di altre società.
Dal luglio 2012 la squadra assume il nome di Rugby Udine 1928, cambiando parzialmente la dirigenza. Dalla Stagione 2014/15 milita stabilmente nel campionato italiano di Serie A.
Nel 2016 il Rugby Udine 1928 si fonde con il Leonorso Rugby Udine per creare l'attuale società Rugby Udine Union Fvg.
In seguito ai due campionati condizionati dal Covid-19, durante la stagione 2021/22 la società si ritira dal campionato di Serie A per la scarsa presenza in rosa dovuta a infortuni e impegni lavorativi, lasciando dunque la massima serie per la prima volta dopo 18 anni di militanza consecutiva e ripartendo dalla Serie C con un organico ampiamente rivisitato.
Il nuovo inizio dalla Serie C comincia con la mancata qualificazione al girone promozione della stagione 2022/23, ma si conclude con la vittoria del Trofeo delle Venezie, punto di partenza verso la conquista della promozione in Serie B raggiunta nella stagione 2023/24 dopo un ottimo 4º posto nella fase di qualificazione, con 5 vittorie e una sola sconfitta, e con un percorso netto nel Girone Promozione, nel quale è stata fondamentale la vittoria nello scontro diretto in trasferta a Pordenone, conquistata per 11-10 grazie a una meta a tempo scaduto dell'azzurro under-18 Samuele Venuto.

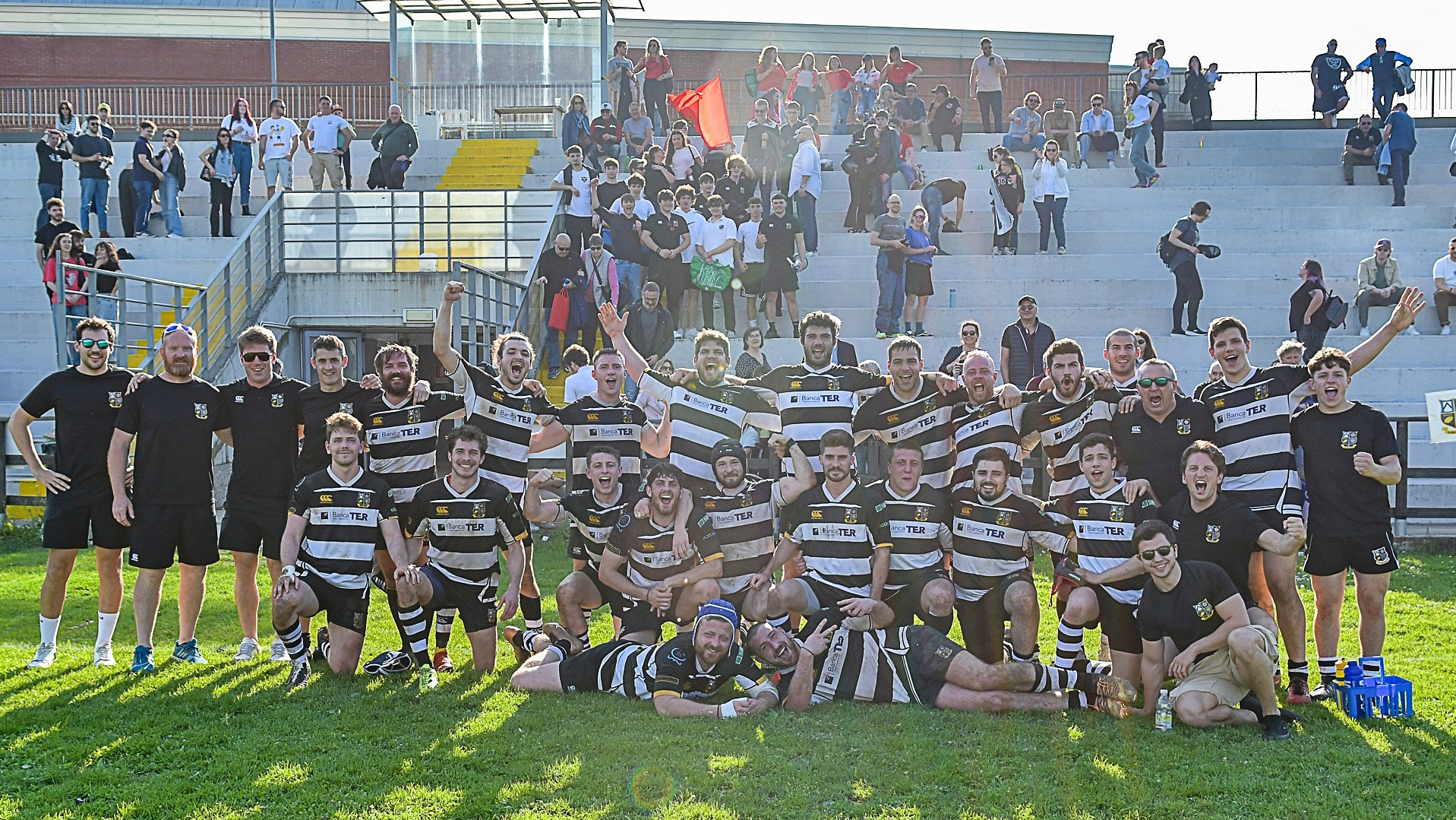
Rugby Udine conquista la Serie B

Nel primo anno in Serie B la squadra conquista un piazzamento a metà classifica, raggiungendo la salvezza matematica con una giornata di anticipo grazie al successo arrivato all'ultimo minuto per 28-27 su Trento.

## Cronologia
| Cronistoria del Rugby Udine 1928 |
| --- |
| - 1945 • Viene riaffiliata la società, nasce l'Associazione Rugby Udine - 1945-46 • 3ª Gir. C Alta Italia Serie A - 1946-47 • Serie B - 1947-48 • Serie B - 1948-49 • Serie B - 1949-50 • Serie B - 1950-51 • Serie B - 1951-52 • Serie B - 1952-53 • Serie B - 1953-54 • Serie B - 1954-55 • Serie B - 1955-56 • Serie B Promozione in Serie A - 1956-57 • 7ª Gir. A Serie A - 1957-58 • 6ª Gir. B Serie A - 1958-59 • 8ª Gir. B Serie A Retrocessione in Serie B - 1959-60 • Serie B (Promozione in Eccellenza) - 1960-61 • 6ª Gir. B Eccellenza Retrocessione in Serie B - 1961-62 • Serie A - 1962-63 • Serie A - 1963-64 • Serie A Retrocessione in Serie B - 1964-65 • Serie B - 1968-69 • Serie B Retrocessione in Serie C Vincitrice del Trofeo Federale - 1969-70 • Serie C Promozione in Serie B - 1970-71 • Serie B - 1971-72 • Serie B Retrocessione in Serie C - 1972-73 • Serie C - 1973-74 • Serie C - 1974-75 • Serie C - 1975-76 • Serie C Promozione in Serie B - 1976-77 • Serie B - 1976-77 • Serie B - 1977-78 • Serie B - 1978-79 • Serie B - 1979-80 • Serie B - 1980-81 • Serie B - 1981-82 • Serie B - 1982-83 • Serie B Retrocessione in Serie C - 1983-84 • Serie C - 1984-85 • Serie C - 1985-86 • Serie C - 1986-87 • Serie C - 1987-88 • Serie C - 1988-89 • Serie C - 1989-90 • Serie C - 1990-91 • Serie C - 1991-92 • Serie C - 1992-93 • Serie C - 1993-94 • Serie C - 1994-95 • Serie C - 1995-96 • Serie C - 1996-97 • Serie C - 1997-98 • Serie C - 1998-99 • Serie C - 1999-2000 • Serie C2 - 2000-01 • Serie C1 Promozione in Serie B - 2001-02 • Serie B - 2002-03 • Serie B - 2003-04 • Serie B - 2004-05 • Serie A Promozione in Serie A - 2005 • Assume la denominazione Udine RFC - 2005-06 • 5ª Serie A1 - 2006-07 • 7ª Serie A1 - 2007-08 • 8ª Serie A1 - 2008-09 • 10ª Serie A1 - 2009-10 • 10ª Serie A1 - 2010-11 • 8ª Serie A1 - 2011-12 • 5ª Serie A1 - 2012 • Assume la denominazione Rugby Udine 1928 - 2012-13 • 6ª Serie A1 - 2012-13 • 10ª Serie A1 - 2012-13 • 10ª Serie A1 - 2013-14 • 9ª Serie A1 - 2014-15 • 3ª Gir. 3 Serie A 5º pool promozione 2 - 2015-16 • 4ª Gir. 3 Serie A 2º pool retrocessione 2 - 2016 • Si fonde con la società Leonorso Rugby Udine e assume la denominazione Rugby Udine Union FVG - 2016-17 • 2ª Gir. 3 Serie A 5º pool promozione 2 - 2017-18 • 6ª Gir. 3 Serie A 5º pool seconda fase 2 - 2018-19 • 8ª Gir. 2 Serie A - 2019-20 • Serie A (n/a) - 2020-21 • (n/a) - 2021-22 • Ritiro dal campionato di Serie A Ripartenza dalla Serie C - 2022-23 • 13ª Fase Qualificazione Serie C Vincitrice del Trofeo delle Venezie - 2023-24 • 4ª Fase Qualificazione Serie C 1º Girone Promozione Serie C Promozione in Serie B - 2024-25 • 6ª Gir. 3 Serie B |

## Allenatori e giocatori celebri
- Alessandro Zanni
- Roberto Bertetti
- Elio De Anna
- Oscar Collodo
- Gianni Zanon
- Mariano Crescenzo
- Guido Rossi
- Andrea Sgorlon
- Robbie Kydd
- Stefano Sironi
- Cesare Zambelli